# Philippe Xavier Ignace Barbarin
Philippe Xavier Ignace Barbarin (Rabat, 17 de outubro de 1950) é um cardeal francês e arcebispo emérito de Lyon e, como tal, Primaz emérito dos Gauleses.

## Infância e formação
É o quinto de uma família com onze filhos. Estudou em Paris, em particular na École des Francs-Bourgeois, sob tutela dos Irmãos de La Salle, e posteriormente na Universidade de Paris-Sorbonne, no  Institut de philosophie comparée, no Institut catholique de Paris do Séminaire des Carmes. Licenciou-se em Filosofia pela Paris IV e Teologia pelo Institut catholique de Paris.

## Presbiterado e Episcopado

### Presbítero
Foi ordenado presbítero a 17 de dezembro de 1977 em Alfortville, na Diocese de Créteil, pelo bispo Robert Marie-Joseph François de Provenchères e desempenhou funções de vigário em paróquias, posteriormente pároco de Boissy-Saint-Léger, entre 1991 e 1994, bem como capelão dos liceus de Vincennes e depois em Saint-Maur-des-Fossés. Foi também delegado diocesano para o ecumenismo entre 1990 e 1994. Entre 1994 e 1998 parte para Madagáscar onde fica durante quatro anos como padre Fidei donum, leccionando Teologia no Seminário Maior da Arquidiocese de Fianarantsoa.

### Bispo
Ao regressar a França, desempenha as funções de pároco de Bry-sur-Marne até ser nomeado bispo de Moulins a 1 de outubro de 1998 pelo Papa João Paulo II. A sua ordenação episcopal decorreu a 22 de novembro, foi presidida pelo arcebispo de Fianarantsoa, Philibert Randriambololona S.J., e teve como co-ordenantes o bispos André Bernard Michel Quélen e Daniel Camille Victor Marie Labille.
A 16 de julho de 2002 é nomeado arcebispo de Lyon, consequentemente Primaz dos Gauleses.

## Cardinalato
Foi criado cardinal pelo Papa João Paulo II no consistório de 21 de outubro de 2003, com o título de cardeal-presbítero de Santíssima Trindade no Monte Pincio.
Como cardeal eleitor participou nos conclaves de 2005 e de 2013. Para além da sua língua materna, o cardeal Barbarin fala fluentemente em inglês, italiano, espanhol, alemão e malgaxe. Na Conférence des évêques de France foi membro da Comissão Doutrinal, reeleito a 8 de novembro de 2008 por um período de três anos.
Na Cúria Romana, foi membro da Congregação para o Culto Divino e Disciplina dos Sacramentos e da Congregação para os Institutos de Vida Consagrada e Sociedades de Vida Apostólica.
Em dezembro de 2007, através de uma carta endereçada aos padres da sua diocese, revelou estar doente de um cancro na próstata. Uma vez detectado numa fase inicial, permitiu que fosse curado rapidamente, no entanto esta notícia teve uma projecção especial pelo facto dos seus predecessores da Arquidiocese de Lyon terem padecido ou sucumbido à mesma doença. Em 17 de junho de 2008 participa no Congresso Eucarístico do Québec.
Em 2010, o cardeal Barbarin abriu um seminário que contribuiu para a formação de sacerdotes aptos para a celebração litúrgica nas duas formas do Rito Romano (ordinário e extraordinário). Depois de Toulon, é segunda diocese de França a autorizar a celebração da forma extraordinária, principalmente na igreja de Sainte-Georges, abandonada nos anos setenta mas recentemente restaurada para permitir a realização de missas tridentinas pela Fraternidade Sacerdotal São Pedro. Esta actividade seria administrada pelo bispo auxiliar Jean-Pierre Batut.

## Distinções
É Chevalier de l'Ordre National de la Légion d'Honneur desde 31 de dezembro de 2002 e Officier de l'Ordre national du Mérite desde 8 de maio de 2007.
Foi-lhe atribuído um Doutoramento Honoris Causa pelo Institut de Théologie Saints Méthode et Cyrille da Universidade de Estado de Minsk, Bielorrússia.

## Relação com o Islão
Foi Kamel Kabtane, o reitor da Grande Mesquita de Lyon que apresentou ao cardeal Barbarin as insígnias da Ordre national du Mérite, exclamando: «Monsenhor, vós sois meu irmão!». Ambos participaram numa peregrinação simultaneamente islâmica e cristã de perdão de  Sept-Saints au Vieux-Marché em julho de 2011.

## Caso Preynat
Em 17 de fevereiro de 2016, o cardeal Barbarin foi acusado de não denunciar aos tribunais fatos de pedofilia cometidos por Bernard Preynat, um dos padres da diocese de Lyon, contra François Devaux, Bertrand Virieux e Pierre-Emmanuel Germain-Thill. Na época dos abusos, os três eram menores de quinze anos e faziam parte do grupo de escoteiros Saint-Luc em Sainte-Foy-lès-Lyon, liderado pelo padre Preynat. O caso veio à tona em 2015, depois que várias vítimas denunciaram Preynat por abusos cometidos entre 1986 e 1991.
Em 7 de março de 2019, segundo um comunicado do próprio Vaticano, o Tribunal de Lyon condenou Barbarin a seis meses de detenção com condicional. Como consequência, Barbarin apresentou sua renúncia ao Vaticano.
A sentença revoltou as vítimas e boa parte da opinião pública, por considerarem o cardeal um símbolo do silêncio da Igreja frente à pedofilia e esperavam uma condenação mais rígida. O caso Preynat inspirou o filme 'Graças a Deus', do diretor francês François Ozon, vencedor do Urso de Prata no Festival de Cinema de Berlim de 2019.
Em 19 de março de 2019, o Papa Francisco rejeitou a renúncia de Barbarin, evocando "presunção de inocência". Desta forma, ele continuaria como arcebispo de Lyon à espera de seu julgamento em apelação. Mesmo assim Barbarin anunciou logo em seguida que deixaria os assuntos correntes da diocese para o vigário geral, padre Yves Baumgarten, "por sugestão" do papa e "porque a Igreja de Lyon está sofrendo". Assim, em 6 de março de 2020, o Papa Francisco aceitou sua renúncia.

## Conclaves
- Conclave de 2005 - participou da eleição do Papa Bento XVI.
- Conclave de 2013 - participou da eleição do Papa Francisco.
- Conclave de 2025 - participou da eleição do Papa Leão XIV.

## Genealogia episcopal
- Cardeal Scipione Rebiba
- Cardeal Giulio Antonio Santorio
- Cardeal Girolamo Bernerio, O.P.
- Arcebispo Galeazzo Sanvitale
- Cardeal Ludovico Ludovisi
- Cardeal Luigi Caetani
- Cardeal Ulderico Carpegna
- Cardeal Paluzzo Paluzzi Altieri degli Albertoni
- Papa Bento XIII O.P.
- Papa Bento XIV
- Papa Clemente XIII
- Cardeal Giovanni Carlo Boschi
- Cardeal Bartolomeo Pacca
- Papa Gregório XVI O.S.B.Cam.
- Cardeal Castruccio Castracane degli Antelminelli
- Cardeal Paul Cullen
- Arcebispo Joseph Dixon
- Arcebispo Daniel McGettigan
- Cardeal Michael Logue
- Cardeal Patrick Joseph O'Donnell
- Bispo John Gerald Neville C.S.Sp.
- Bispo Auguste Julien Pierre Fortineau C.S.Sp.
- Arcebispo Xavier Ferdinand J. Thoyer S.J.
- Arcebispo Gilbert Ramanantoanina S.J.
- Cardeal Victor Razafimahatratra S.J.
- Arcebispo Philibert Randriambololona S.J.
- Cardeal Philippe Xavier Ignace Barbarin

## Obras publicadas
- Quel devenir pour le christianisme, Luc Ferry, Philippe Barbarin, ed. Salvator(2009)
- Les robes rouges, Caroline Pigozzi, ed. Plon (2009).
- Le rabbin et le cardinal, Gilles Bernheim, Philippe Barbarin, ed. Stock (2008), prix Spiritualités d'Aujourd'hui 2008
- La miséricorde. Conférences de Carême 2008, Philippe Barbarin, ed. Parole et Silence.
- Jardins intérieurs. Regards croisés sur l'art et la foi, Fabrice Hadjadj, Philippe Barbarin, ed. Parole et Silence (2007).
- Qu'est-ce que la Vérité ?. Conférences de Carême 2007, Philippe Barbarin, ed. Parole et Silence.
- Le Notre Père. Conférences de Carême 2007, Philippe Barbarin, ed. Parole et Silence.
- La Mission. Conférences de Carême 2006, Philippe Barbarin, ed. Parole et Silence.
- Marie, celle qui nous précède. Conférences de Carême 2004, Philippe Barbarin, ed. Parole et Silence.
- Théologie et Sainteté, Philippe Barbarin, ed. Parole et Silence (1999).

## Ligações Externas
- «The Cardinals of the Holy Roman Church» (em inglês)
- «Catholic Hierarchy» (em inglês)
- «GCatholic» (em inglês)
- «Biografia no site do Vaticano» (em italiano)
- Ficha no site do episcopado francês(em francês)